# Hr.Ms. Bloemendaal (1939)
De Hr.Ms. Bloemendaal (FY 1787) was een Nederlandse hulpmijnenveger vernoemd naar de Noord-Hollandse dorp Bloemendaal. Het schip was gebouwd als IJM 71 Bloemendaal door de Duitse scheepswerf Stettiner Oderwerke in Stettin. Op 1 september 1939 werd het schip gevorderd als gevolg van het afkondigen van de mobilisatie op 29 augustus 1939. Nadat het schip was omgebouwd tot boeienschip werd het op 4 september 1940 in dienst genomen als Boeienschip 5.
De Bloemendaal was een van in totaal tien trawlers die in augustus 1939 zijn gevorderd. De andere negen trawlers waren: Amsterdam, Aneta, Azimuth, Alkmaar, Ewald, Hollandia, Maria R. Ommering, Walrus, Witte Zee.
In de meidagen van 1940 week de Bloemendaal uit naar Engeland waar het in Falmouth om werd gebouwd tot mijnenveger en door commandant LTZ 2 J.P. D. Visser in dienst werd gesteld. Op 17 februari 1941 nam LTZ 2 H.A.C. Wiedeman het commando op zich. Het schip was daar verbonden aan de 64ste mijnenvegergroep te Holyhead, andere schepen bij deze groep waren: Andijk, Maria R. Ommering en Rotterdam. Tot 29 oktober 1943 was het schip in Nederlandse dienst actief in de Britse wateren, daarna werd het overgedragen aan de Britse marine.